# 马丁娜·黑尔曼
马丁娜·黑尔曼（德語：Martina Hellmann，1960年12月12日—），旧姓奥皮茨（Opitz），德国女子田径运动员。她曾代表东德、德国参加1988年和1992年夏季奥林匹克运动会田径比赛，其中1988年奥运会获得一枚金牌。